# Tour de France 1948
Le Tour de France 1948 est la 35e édition du Tour de France, course cycliste qui s'est déroulée du 30 juin au 25 juillet 1948 sur 21 étapes pour 4 922 km.
La course est remportée par l'Italien Gino Bartali qui gagne son deuxième Tour dix ans après sa première victoire et obtient sept victoires d'étapes.
Cette éditions emprunte les routes de cinq pays (France, Belgique, Luxembourg, Italie et Suisse). La course est l'une des épreuves comptant pour le Challenge Desgrange-Colombo.

## Organisation

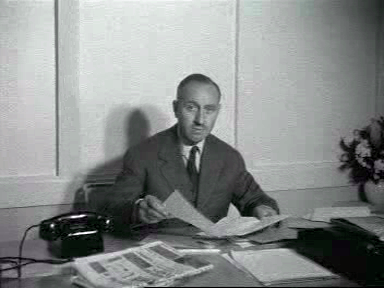
Jacques Goddet en 1954

Après que les biens du journal L'Auto, dont le Tour de France, eurent été mis sous séquestre à la Libération, l'organisation du Tour est attribuée en juin 1947 à la Société du Parc des Princes. Jacques Goddet, ancien directeur de L'Auto et désormais directeur général du journal L'Équipe, et Émilien Amaury, cofondateur du Parisien libéré, en sont les principaux actionnaires. Jacques Goddet reste directeur général du Tour de France jusqu'en 1987, avec pour adjoint Félix Lévitan, directeur du service des sports du Parisien libéré,. Selon Goddet, l'organisation du Tour de France 1948 a coûté 50 millions de francs français.

## Parcours
Le Tour de France 1947 s'inscrit dans la période de 1905 à 1951, durant laquelle le parcours de la course réalise un « chemin de ronde », collant aux frontières de l'Hexagone.
La course commence à Paris et dans sa banlieue, comme tous les ans jusqu'en 1950, à l'exception de 1926 et le parc des Princes accueille l'arrivée du Tour de 1903 à 1967.
Ce Tour fait des incursions en Italie, en Suisse et en Belgique. C’est la première fois qu’une ville-étape se situe en Italie, les coureurs du Tour de France 1906 avaient déjà roulé quelques kilomètres dans ce pays mais la ville-étape était alors en France à Nice.
En France, Trouville-sur-Mer (Calvados), Dinard (Ille-et-Vilaine), Biarritz (Basses-Pyrénées) et Lourdes (Hautes-Pyrénées) et à l'étranger, Sanremo (Italie), Lausanne (Suisse) et Liège (Belgique) sont villes-étapes pour la première fois.

## Règlement
L'édition 1948 est marquée par l'élimination automatique du dernier coureur au classement général de la 3e à la 18e étape.

## Résumé de la course
Jean Robic rêve de remporter son deuxième Tour et d'égaler ainsi Petit-Breton dont le fils est directeur technique de l'équipe de l'Ouest. Côté français, Fachleitner, Vietto, Lazaridès recueillent les suffrages. C'est pourtant le jeune Louison Bobet, qui avait peu brillé dans le Tour 1947, qui va se faire connaître en portant le maillot jaune pendant plus d'une semaine. Gino Bartali qui n'était pas présent sur le Tour 1947 peut aussi prétendre à une deuxième victoire après celle de 1938. En l'absence de Fausto Coppi, il est d'ailleurs largement favori de cette édition et va remporter sept étapes ce qui constitue un record mais il doit attendre les Alpes pour assurer sa victoire finale.

## Étapes
| Étape,    | Date             | Villes étapes                           |                             | Distance (km)         | Vainqueur d’étape     | Leader du classement général |
| --------- | ---------------- | --------------------------------------- | --------------------------- | --------------------- | --------------------- | ---------------------------- |
| 1re étape | mer. 30 juin     | Paris - Saint-Cloud – Trouville-sur-Mer | Étape de plaine             | 237                   | Gino Bartali          | Gino Bartali                 |
| 2e étape  | jeu. 1er juillet | Trouville-sur-Mer – Dinard              | Étape de plaine             | 259                   | Vincenzo Rossello     | Jan Engels                   |
| 3e étape  | ven. 2 juillet   | Dinard – Nantes                         | Étape de plaine             | 251                   | Guy Lapébie           | Louison Bobet                |
| 4e étape  | sam. 3 juillet   | Nantes – La Rochelle                    | Étape de plaine             | 166                   | Jacques Pras          | Roger Lambrecht              |
| 5e étape  | dim. 4 juillet   | La Rochelle – Bordeaux                  | Étape de plaine             | 262                   | Raoul Rémy            | Roger Lambrecht              |
| 6e étape  | lun. 5 juillet   | Bordeaux – Biarritz                     | Étape de plaine             | 244                   | Louison Bobet         | Louison Bobet                |
|           | mar. 6 juillet   | Biarritz                                | Jour de repos               | Journée de repos no 1 | Journée de repos no 1 | Journée de repos no 1        |
| 7e étape  | mer. 7 juillet   | Biarritz – Lourdes                      | Étape de montagne           | 219                   | Gino Bartali          | Louison Bobet                |
| 8e étape  | jeu. 8 juillet   | Lourdes – Toulouse                      | Étape de montagne           | 261                   | Gino Bartali          | Louison Bobet                |
|           | ven. 9 juillet   | Toulouse                                | Jour de repos               | Journée de repos no 2 | Journée de repos no 2 | Journée de repos no 2        |
| 9e étape  | sam. 10 juillet  | Toulouse – Montpellier                  | Étape de plaine             | 246                   | Raymond Impanis       | Louison Bobet                |
| 10e étape | dim. 11 juillet  | Montpellier – Marseille                 | Étape de plaine             | 248                   | Raymond Impanis       | Louison Bobet                |
| 11e étape | lun. 12 juillet  | Marseille – San Remo (ITA)              | Étape de plaine             | 245                   | Gino Sciardis         | Louison Bobet                |
| 12e étape | mar. 13 juillet  | San Remo (ITA) – Cannes                 | Étape de montagne           | 170                   | Louison Bobet         | Louison Bobet                |
|           | mer. 14 juillet  | Cannes                                  | Jour de repos               | Journée de repos no 3 | Journée de repos no 3 | Journée de repos no 3        |
| 13e étape | jeu. 15 juillet  | Cannes – Briançon                       | Étape de montagne           | 274                   | Gino Bartali          | Louison Bobet                |
| 14e étape | ven. 16 juillet  | Briançon – Aix-les-Bains                | Étape de montagne           | 263                   | Gino Bartali          | Gino Bartali                 |
|           | sam. 17 juillet  | Aix-les-Bains                           | Jour de repos               | Journée de repos no 4 | Journée de repos no 4 | Journée de repos no 4        |
| 15e étape | dim. 18 juillet  | Aix-les-Bains – Lausanne (SUI)          | Étape de montagne           | 256                   | Gino Bartali          | Gino Bartali                 |
| 16e étape | lun. 19 juillet  | Lausanne (SUI) – Mulhouse               | Étape de montagne           | 243                   | Edward Van Dyck       | Gino Bartali                 |
|           | mar. 20 juillet  | Mulhouse                                | Jour de repos               | Journée de repos no 5 | Journée de repos no 5 | Journée de repos no 5        |
| 17e étape | mer. 21 juillet  | Mulhouse – Strasbourg                   | Contre-la-montre individuel | 120                   | Roger Lambrecht       | Gino Bartali                 |
| 18e étape | jeu. 22 juillet  | Strasbourg – Metz                       | Étape de plaine             | 195                   | Giovanni Corrieri     | Gino Bartali                 |
| 19e étape | ven. 23 juillet  | Metz – Liège (BEL)                      | Étape de plaine             | 249                   | Gino Bartali          | Gino Bartali                 |
| 20e étape | sam. 24 juillet  | Liège (BEL) – Roubaix                   | Étape de plaine             | 228                   | Bernard Gauthier      | Gino Bartali                 |
| 21e étape | dim. 25 juillet  | Roubaix – Paris - Parc des Princes      | Étape de plaine             | 286                   | Giovanni Corrieri     | Gino Bartali                 |

## Classements

### Classement général final
| Classement général | Classement général | Classement général | Classement général    | Classement général   |
|                    | Coureur            | Pays               | Équipe                | Temps                |
| ------------------ | ------------------ | ------------------ | --------------------- | -------------------- |
| 1er                | Gino Bartali       | Italie             | Italie                | en 147 h 10 min 36 s |
| 2e                 | Briek Schotte      | Belgique           | Belgique              | + 26 min 16 s        |
| 3e                 | Guy Lapébie        | France             | Centre - Sud-Ouest    | + 28 min 48 s        |
| 4e                 | Louison Bobet      | France             | France                | + 32 min 59 s        |
| 5e                 | Jean Kirchen       | Luxembourg         | Pays-Bas / Luxembourg | + 37 min 53 s        |
| 6e                 | Lucien Teisseire   | France             | France                | + 40 min 17 s        |
| 7e                 | Roger Lambrecht    | Belgique           | Internationaux        | + 49 min 56 s        |
| 8e                 | Fermo Camellini    | Italie             | Internationaux        | + 51 min 36 s        |
| 9e                 | Louis Thiétard     | France             | Paris                 | + 55 min 23 s        |
| 10e                | Raymond Impanis    | Belgique           | Belgique              | + 1 h 0 min 3 s      |
| 11e                | Stan Ockers        | Belgique           | Belgique              | + 1 h 0 min 13 s     |
| 12e                | André Brulé        | France             | Paris                 | + 1 h 2 min 30 s     |
| 13e                | Kléber Piot        | France             | Paris                 | + 1 h 25 min 8 s     |
| 14e                | Edward Van Dijck   | Belgique           | Belgique              | + 1 h 32 min 13 s    |
| 15e                | Raphaël Géminiani  | France             | Centre - Sud-Ouest    | + 1 h 39 min 49 s    |
| 16e                | Jean Robic         | France             | France                | + 1 h 41 min 26 s    |
| 17e                | René Vietto        | France             | France                | + 1 h 42 min 48 s    |
| 18e                | Édouard Klabinski  | Pologne            | Internationaux        | + 1 h 45 min 30 s    |
| 19e                | Bruno Pasquini     | Italie             | Italie                | + 1 h 48 min 50 s    |
| 20e                | Marcel Dupont      | Belgique           | Aiglons belges        | + 1 h 59 min 47 s    |
| 21e                | Apo Lazaridès      | France             | France                | + 2 h 1 min 58 s     |
| 22e                | Jan Engels         | Belgique           | Aiglons belges        | + 2 h 15 min 41 s    |
| 23e                | Raoul Rémy         | France             | Sud-Est               | + 2 h 15 min 59 s    |
| 24e                | Bernard Gauthier   | France             | Sud-Est               | + 2 h 34 min 19 s    |
| 25e                | Paul Giguet        | France             | France                | + 2 h 38 min 1 s     |
| modifier           |                    |                    |                       |                      |

### Classements annexes finals
| Classement du Prix du meilleur grimpeur, | Classement du Prix du meilleur grimpeur, | Classement du Prix du meilleur grimpeur, | Classement du Prix du meilleur grimpeur, | Classement du Prix du meilleur grimpeur, |
| ---------------------------------------- | ---------------------------------------- | ---------------------------------------- | ---------------------------------------- | ---------------------------------------- |
|                                          | Coureur                                  | Pays                                     | Équipe                                   | Point(s)                                 |
| 1er                                      | Gino Bartali                             | Italie                                   | Italie                                   | 62 points                                |
| 2e                                       | Apo Lazaridès                            | France                                   | France                                   | 43 pts                                   |
| 3e                                       | Jean Robic                               | France                                   | France                                   | 38 pts                                   |
| 4e                                       | André Brulé                              | France                                   | Paris                                    | 30 pts                                   |
| 5e                                       | Lucien Teisseire                         | France                                   | France                                   | 28 pts                                   |
| 6e                                       | Louison Bobet                            | France                                   | France                                   | 26 pts                                   |
| 7e                                       | Brik Schotte                             | Belgique                                 | Belgique                                 | 20 pts                                   |
| 8e                                       | Raphaël Géminiani                        | France                                   | Centre - Sud-Ouest                       | 17 pts                                   |
| 9e                                       | Roger Lambrecht                          | Belgique                                 | Internationaux                           | 16 pts                                   |
| 10e                                      | Fermo Camellini Stan Ockers              | Italie Belgique                          | Internationaux Belgique                  | 15 pts                                   |
| modifier                                 |                                          |                                          |                                          |                                          |

| Classement du Challenge international, | Classement du Challenge international, | Classement du Challenge international, | Classement du Challenge international, |
|                                        | Équipe                                 | Pays                                   | Temps                                  |
| -------------------------------------- | -------------------------------------- | -------------------------------------- | -------------------------------------- |
| 1re                                    | Belgique                               | Belgique                               | en 443 h 58 min 20 s                   |
| 2e                                     | France                                 | France                                 | + 28 min 16 s                          |
| 3e                                     | Paris                                  | France                                 | + 56 min 29 s                          |
| 4e                                     | Internationaux                         | –                                      | + 1 h 0 min 30 s                       |
| 5e                                     | Italie                                 | Italie                                 | + 2 h 11 min 36 s                      |
| 6e                                     | Centre - Sud-Ouest                     | France                                 | + 2 h 24 min 51 s                      |
| 7e                                     | Pays-Bas / Luxembourg                  | Pays-Bas / Luxembourg                  | + 5 h 27 min 1 s                       |
| 8e                                     | Sud-Est                                | France                                 | + 5 h 55 min 59 s                      |
| 9e                                     | Nord-Est                               | France                                 | + 7 h 32 min 53 s                      |
| 10e                                    | Cadets italiens                        | Italie                                 | + 8 h 22 min 35 s                      |
| modifier                               |                                        |                                        |                                        |

### Évolution des classements
| Étape              | Vainqueur          | Classement général | Classement de la montagne | Challenge international |
| ------------------ | ------------------ | ------------------ | ------------------------- | ----------------------- |
| 1                  | Gino Bartali       | Gino Bartali       | Non décerné               | Belgique                |
| 2                  | Vincenzo Rossello  | Jan Engels         | Non décerné               | Aiglons belges          |
| 3                  | Guy Lapébie        | Louison Bobet      | Non décerné               | France                  |
| 4                  | Jacques Pras       | Roger Lambrecht    | Non décerné               | Internationaux          |
| 5                  | Raoul Remy         | Roger Lambrecht    | Non décerné               | Internationaux          |
| 6                  | Louison Bobet      | Louison Bobet      | Non décerné               | Internationaux          |
| 7                  | Gino Bartali       | Louison Bobet      | Bernard Gauthier          | France                  |
| 8                  | Gino Bartali       | Louison Bobet      | Jean Robic                | France                  |
| 9                  | Raymond Impanis    | Louison Bobet      | Jean Robic                | France                  |
| 10                 | Raymond Impanis    | Louison Bobet      | Jean Robic                | Internationaux          |
| 11                 | Gino Sciardis      | Louison Bobet      | Jean Robic                | Internationaux          |
| 12                 | Louison Bobet      | Louison Bobet      | Jean Robic                | France                  |
| 13                 | Gino Bartali       | Louison Bobet      | Jean Robic                | France                  |
| 14                 | Gino Bartali       | Gino Bartali       | Gino Bartali              | France                  |
| 15                 | Gino Bartali       | Gino Bartali       | Gino Bartali              | France                  |
| 16                 | Edward Van Dijck   | Gino Bartali       | Gino Bartali              | France                  |
| 17                 | Roger Lambrecht    | Gino Bartali       | Gino Bartali              | Belgique                |
| 18                 | Giovanni Corrieri  | Gino Bartali       | Gino Bartali              | Belgique                |
| 19                 | Gino Bartali       | Gino Bartali       | Gino Bartali              | Belgique                |
| 20                 | Bernard Gauthier   | Gino Bartali       | Gino Bartali              | Belgique                |
| 21                 | Giovanni Corrieri  | Gino Bartali       | Gino Bartali              | Belgique                |
| Classements finals | Classements finals | Gino Bartali       | Gino Bartali              | Belgique                |

## Liste des coureurs
La liste ci-dessous présente les coureurs inscrits par numéro de dossard.
| Légende | Légende                                                                    | Légende | Légende                                                    |
| ------- | -------------------------------------------------------------------------- | ------- | ---------------------------------------------------------- |
| Num     | Dossard de départ porté par le coureur sur ce Tour                         | Pos     | Position à l'arrivée de la course                          |
|         | Indique un maillot de champion national ou mondial, suivi de sa spécialité | NP      | Indique un coureur qui n'a pas pris le départ de la course |
| AB      | Indique un coureur qui n'a pas terminé la course                           | HD      | Indique un coureur qui a terminé la course hors des délais |

| Belgique                           | Belgique              | Belgique |
| ---------------------------------- | --------------------- | -------- |
| Num                                | Coureur               | Pos      |
| 1                                  | Norbert Callens (BEL) | HD-9     |
| 2                                  | André Declerck (BEL)  | AB-14    |
| 3                                  | Raymond Impanis (BEL) | 10e      |
| 4                                  | Florent Mathieu (BEL) | 30e      |
| 5                                  | René Mertens (BEL)    | HD-12    |
| 6                                  | Stan Ockers (BEL)     | 11e      |
| 7                                  | Albert Ramon (BEL)    | HD-12    |
| 8                                  | Emile Rogiers (BEL)   | AB-2     |
| 9                                  | Albéric Schotte (BEL) | 2e       |
| 10                                 | Edward Van Dyck (BEL) | 14e      |
| Directeur sportif : Karel Steyaert |                       |          |

| Pays-Bas / Luxembourg                  | Pays-Bas / Luxembourg | Pays-Bas / Luxembourg |
| -------------------------------------- | --------------------- | --------------------- |
| Num                                    | Coureur               | Pos                   |
| 11                                     | Cor Bakker (NED)      | HD-6                  |
| 12                                     | Henk de Hoog (NED)    | AB-18                 |
| 13                                     | Wim de Ruyter (NED)   | 42e                   |
| 14                                     | Bernard Franken (NED) | AB-10                 |
| 15                                     | Jefke Janssen (NED)   | 36e                   |
| 16                                     | Frans Pauwels (NED)   | HD-6                  |
| 17                                     | Henri Ackermann (LUX) | HD-6                  |
| 18                                     | René Biver (LUX)      | HD-8                  |
| 19                                     | Willy Kemp (LUX)      | AB-11                 |
| 20                                     | Jean Kirchen (LUX)    | 5e                    |
| Directeur sportif : Joris Vandenberghe |                       |                       |

| Internationaux                        | Internationaux                            | Internationaux |
| ------------------------------------- | ----------------------------------------- | -------------- |
| Num                                   | Coureur                                   | Pos            |
| 21                                    | Georges Aeschlimann (SUI)                 | AB-2           |
| 22                                    | Roger Aeschlimann (SUI)                   | AB-9           |
| 23                                    | Pierre Brambilla (ITA)                    | AB-13          |
| 24                                    | Fermo Camellini (ITA)                     | 8e             |
| 25                                    | Victor Joly (BEL)                         | AB-14          |
| 26                                    | Édouard Klabinski (POL)                   | 18e            |
| 27                                    | Roger Lambrecht (BEL)                     | 7e             |
| 28                                    | Paul Néri (ITA)                           | 37e            |
| 29                                    | Gino Sciardis (ITA)                       | AB-16          |
| 30                                    | Giuseppe Tacca (ITA) / Pierre Tacca (FRA) | AB-14          |
| Directeur sportif : Avanti Martinetti |                                           |                |

| Italie                            | Italie                   | Italie |
| --------------------------------- | ------------------------ | ------ |
| Num                               | Coureur                  | Pos    |
| 31                                | Gino Bartali (ITA)       | 1er    |
| 32                                | Antonio Bevilacqua (ITA) | 33e    |
| 33                                | Serafino Biagioni (ITA)  | 34e    |
| 34                                | Giovanni Corrieri (ITA)  | 29e    |
| 35                                | Giordano Cottur (ITA)    | AB-14  |
| 36                                | Guido De Santi (ITA)     | HD-4   |
| 37                                | Egidio Feruglio (ITA)    | 41e    |
| 38                                | Bruno Pasquini (ITA)     | 19e    |
| 39                                | Vincenzo Rossello (ITA)  | AB-7   |
| 40                                | Primo Volpi (ITA)        | 27e    |
| Directeur sportif : Alfredo Binda |                          |        |

| France                                 | France                     | France |
| -------------------------------------- | -------------------------- | ------ |
| Num                                    | Coureur                    | Pos    |
| 41                                     | Louison Bobet (FRA)        | 4e     |
| 42                                     | Louis Caput (FRA)          | AB-4   |
| 43                                     | Camille Danguillaume (FRA) | AB-10  |
| 44                                     | Édouard Fachleitner (FRA)  | AB-7   |
| 45                                     | Émile Idée (FRA)           | AB-7   |
| 46                                     | Apo Lazaridès (FRA)        | 21e    |
| 47                                     | Paul Giguet (FRA)          | 25e    |
| 48                                     | Jean Robic (FRA)           | 16e    |
| 49                                     | Lucien Teisseire (FRA)     | 6e     |
| 50                                     | René Vietto (FRA)          | 17e    |
| Directeur sportif : Maurice Archambaud |                            |        |

| Aiglons belges                      | Aiglons belges           | Aiglons belges |
| ----------------------------------- | ------------------------ | -------------- |
| Num                                 | Coureur                  | Pos            |
| 51                                  | Marcel Dupont (BEL)      | 20e            |
| 52                                  | Jan Engels (BEL)         | 22e            |
| 53                                  | Léon Jomaux (BEL)        | AB-13          |
| 54                                  | Lucien Mathys (nl) (BEL) | AB-14          |
| 55                                  | Maurits Meersman (BEL)   | AB-13          |
| 56                                  | Maurice Mollin (BEL)     | AB-4           |
| 57                                  | Henri Renders (BEL)      | AB-13          |
| 58                                  | Florent Rondelé (BEL)    | AB-10          |
| 59                                  | André Rosseel (BEL)      | AB-14          |
| 60                                  | Adolf Verschueren (BEL)  | HD-7           |
| Directeur sportif : Paul Vandevelde |                          |                |

| Cadets italiens                  | Cadets italiens          | Cadets italiens |
| -------------------------------- | ------------------------ | --------------- |
| Num                              | Coureur                  | Pos             |
| 61                               | Oreste Conte (ITA)       | AB-2            |
| 62                               | Enzo Coppini (ITA)       | AB-14           |
| 63                               | Umberto Drei (ITA)       | AB-5            |
| 64                               | Mario Fazio (ITA)        | HD-1            |
| 65                               | Attilio Lambertini (ITA) | 31e             |
| 66                               | Vittorio Magni (ITA)     | 38e             |
| 67                               | Aldo Ronconi (ITA)       | AB-15           |
| 68                               | Virgilio Salimbeni (ITA) | HD-1            |
| 69                               | Vittorio Seghezzi (ITA)  | 44e             |
| 70                               | Nello Sforacchi (ITA)    | AB-3            |
| Directeur sportif : Palmiro Mori |                          |                 |

| Centre / Sud-Ouest                   | Centre / Sud-Ouest      | Centre / Sud-Ouest |
| ------------------------------------ | ----------------------- | ------------------ |
| Num                                  | Coureur                 | Pos                |
| 71                                   | Robert Desbats (FRA)    | AB-9               |
| 72                                   | Raphaël Géminiani (FRA) | 15e                |
| 73                                   | Guy Lapébie (FRA)       | 3e                 |
| 74                                   | Roger Lévêque (FRA)     | AB-7               |
| 75                                   | Alfred Macorig (FRA)    | AB-16              |
| 76                                   | Henri Massal (FRA)      | HD-3               |
| 77                                   | Paul Maye (FRA)         | AB-10              |
| 78                                   | Daniel Orts (FRA)       | AB-17              |
| 79                                   | Jacques Pras (FRA)      | AB-14              |
| 80                                   | Georges Ramoulux (FRA)  | 26e                |
| Directeur sportif : Arsène Alancourt |                         |                    |

| Île-de-France / Nord-Est         | Île-de-France / Nord-Est | Île-de-France / Nord-Est |
| -------------------------------- | ------------------------ | ------------------------ |
| Num                              | Coureur                  | Pos                      |
| 81                               | Pierre Baratin (FRA)     | 35e                      |
| 82                               | Urbain Caffi (FRA)       | AB-13                    |
| 83                               | Jean de Gribaldy (FRA)   | AB-16                    |
| 84                               | Maurice De Muer (FRA)    | AB-14                    |
| 85                               | Louis Déprez (FRA)       | AB-8                     |
| 86                               | Alphonse De Vreese (FRA) | 32e                      |
| 87                               | François Hélary (FRA)    | AB-13                    |
| 88                               | César Marcelak (FRA)     | HD-9                     |
| 89                               | Édouard Muller (FRA)     | AB-12                    |
| 90                               | Daniel Thuayre (FRA)     | 40e                      |
| Directeur sportif : Marcel Bidot |                          |                          |

| Ouest                                 | Ouest                     | Ouest |
| ------------------------------------- | ------------------------- | ----- |
| Num                                   | Coureur                   | Pos   |
| 91                                    | Robert Bonnaventure (FRA) | AB-19 |
| 92                                    | Maurice Carpentier (FRA)  | AB-12 |
| 93                                    | Roger Chupin (FRA)        | AB-14 |
| 94                                    | Pierre Cogan (FRA)        | AB-12 |
| 95                                    | Jean-Marie Goasmat (FRA)  | NP-11 |
| 96                                    | Raymond Guégan (FRA)      | AB-10 |
| 97                                    | Yvan Marie (FRA)          | AB-10 |
| 98                                    | François Person (FRA)     | AB-5  |
| 99                                    | Roger Pontet (FRA)        | AB-3  |
| 100                                   | Éloi Tassin (FRA)         | AB-3  |
| Directeur sportif : Yves Petit-Breton |                           |       |

| Paris                              | Paris                     | Paris |
| ---------------------------------- | ------------------------- | ----- |
| Num                                | Coureur                   | Pos   |
| 101                                | André Brulé (FRA)         | 12e   |
| 102                                | Robert Chapatte (FRA)     | 28e   |
| 103                                | Maurice Diot (FRA)        | AB-13 |
| 104                                | Raymond Goussot (FRA)     | HD-12 |
| 105                                | Jean Lauk (FRA)           | AB-8  |
| 106                                | Lucien Charles Lauk (FRA) | AB-8  |
| 107                                | Jacques Marinelli (FRA)   | AB-12 |
| 108                                | Robert Mignat (FRA)       | AB-8  |
| 109                                | Kléber Piot (FRA)         | 13e   |
| 110                                | Louis Thiétard (FRA)      | 9e    |
| Directeur sportif : Julien Prunier |                           |       |

| Sud-Est                              | Sud-Est                | Sud-Est |
| ------------------------------------ | ---------------------- | ------- |
| Num                                  | Coureur                | Pos     |
| 111                                  | Marius Bonnet (FRA)    | AB-8    |
| 112                                  | Bernard Gauthier (FRA) | 24e     |
| 113                                  | Georges Martin (FRA)   | 39e     |
| 114                                  | Maurice Lauze (FRA)    | HD-6    |
| 115                                  | Pierre Molinéris (FRA) | AB-14   |
| 116                                  | Victor Pernac (FRA)    | AB-4    |
| 117                                  | Raoul Rémy (FRA)       | 23e     |
| 118                                  | Jean Rey (FRA)         | 43e     |
| 119                                  | Amédée Rolland (FRA)   | AB-14   |
| 120                                  | Abdel-Kader Zaaf (ALG) | HD-1    |
| Directeur sportif : Marcel Guiramand |                        |         |